# Josef Silný
Josef Silný (Kroměříž, 23 gennaio 1902 – 15 maggio 1981) è stato un calciatore cecoslovacco, di ruolo attaccante.

## Caratteristiche tecniche
Silný svolgeva spesso ruoli offensivi, ma in Nazionale era utilizzato come mezz'ala. Era abbastanza veloce e preciso.

## Carriera

### Club
Dopo aver giocato nelle giovanili del Hanácká Slavia Kroměříž esordisce nella prima squadra della formazione di Kroměříž. Nel 1923 si trasferisce allo Slavia Praga, squadra in cui rimane fino al 1926 ottenendo la vittoria di un titolo cecoslovacco nel 1925. Nel 1926 passa allo Sparta Praga, squadra storicamente rivale dello Slavia. Con lo Sparta vince tre campionati cecoslovacchi, una Coppa dell'Europa Centrale nel 1927 dove risulta come miglior marcatore con 5 reti. Nel 1931 lo Sparta sfiora il titolo ma Silný sigla 18 reti vincendo il titolo di capocannoniere. Nella stagione 1933-1934 va in Francia al Nîmes Olympique. Dopo l'esperienza francese torna al Bohemians per poi concludere la carriera calcistica all'Hanácká Slavia Kroměříž come allenatore-giocatore.

### Nazionale
Il 28 ottobre 1925 realizza una rete in Cecoslovacchia-Jugoslavia partita che terminerà 7-0. Questa è la sua prima rete all'esordio
in Nazionale.
In seguito realizzerà diverse reti ad Italia (2 reti in 7 partite), Ungheria (4 reti in 10 partite), Belgio (1 rete in 3 partite), Austria (4 reti in 8 partite), Francia (1 rete in 4 partite), Polonia (1 rete in 2 partite), Svizzera (2 reti in 2 partite) e Paesi Bassi (1 rete in una partita). Ha anche affrontato Spagna (2 volte), Inghilterra e Romania senza trovare la via del gol. Tuttavia la Nazionale più battuta da Silný rimane la Jugoslavia a cui il calciatore boemo ha rifilato 8 reti in 6 partite realizzando un poker di reti nella sfida del 28 giugno 1926 a Zagabria.

## Statistiche

### Presenze e reti nei club
| Stagione            | Squadra             | Campionato          | Campionato | Campionato | Coppe nazionali | Coppe nazionali | Coppe nazionali | Coppe internazionali | Coppe internazionali | Coppe internazionali | Altre coppe | Altre coppe | Altre coppe | Totale | Totale |
| Stagione            | Squadra             | Comp                | Pres       | Reti       | Comp            | Pres            | Reti            | Comp                 | Pres                 | Reti                 | Comp        | Pres        | Reti        | Pres   | Reti   |
| ------------------- | ------------------- | ------------------- | ---------- | ---------- | --------------- | --------------- | --------------- | -------------------- | -------------------- | -------------------- | ----------- | ----------- | ----------- | ------ | ------ |
| 1920                | Hánacká             |                     | ?          | ?          | -               | -               | -               | -                    | -                    | -                    | -           | -           | -           | ?      | ?      |
| 1921                | Hánacká             |                     | ?          | ?          | -               | -               | -               | -                    | -                    | -                    | -           | -           | -           | ?      | ?      |
| 1922                | Hánacká             |                     | ?          | ?          | -               | -               | -               | -                    | -                    | -                    | -           | -           | -           | ?      | ?      |
| 1923                | Hánacká             |                     | ?          | ?          | -               | -               | -               | -                    | -                    | -                    | -           | -           | -           | ?      | ?      |
| 1923                | Slavia Praga        | 1L                  | ?          | ?          | -               | -               | -               | -                    | -                    | -                    | -           | -           | -           | ?      | ?      |
| 1924                | Slavia Praga        | 1L                  | ?          | ?          | -               | -               | -               | -                    | -                    | -                    | -           | -           | -           | ?      | ?      |
| 1925                | Slavia Praga        | 1L                  | ?          | 8          | -               | -               | -               | -                    | -                    | -                    | -           | -           | -           | ?      | 8      |
| 1925-1926           | Slavia Praga        | 1L                  | ?          | ?          | -               | -               | -               | -                    | -                    | -                    | -           | -           | -           | ?      | ?      |
| Totale Slavia Praga | Totale Slavia Praga | Totale Slavia Praga | ?          | 8+         |                 | -               | -               |                      | -                    | -                    |             | -           | -           | ?      | 8+     |
| 1927                | Sparta Praga        | 1L                  | ?          | ?          | -               | -               | -               | CEC                  | ?                    | 5                    | -           | -           | -           | ?      | 5+     |
| 1927-1928           | Sparta Praga        | 1L                  | ?          | ?          | -               | -               | -               | -                    | -                    | -                    | -           | -           | -           | ?      | ?      |
| 1928-1929           | Sparta Praga        | 1L                  | ?          | ?          | -               | -               | -               | CEC                  | ?                    | ?                    | -           | -           | -           | ?      | ?      |
| 1929-1930           | Sparta Praga        | 1L                  | ?          | ?          | -               | -               | -               | CEC                  | ?                    | ?                    | -           | -           | -           | ?      | ?      |
| 1930-1931           | Sparta Praga        | 1L                  | ?          | 18         | -               | -               | -               | CEC                  | ?                    | ?                    | -           | -           | -           | ?      | 18+    |
| 1931-1932           | Sparta Praga        | 1L                  | ?          | ?          | -               | -               | -               | CEC                  | ?                    | ?                    | -           | -           | -           | ?      | ?      |
| 1932-1933           | Sparta Praga        | 1L                  | ?          | ?          | -               | -               | -               | CEC                  | ?                    | ?                    | -           | -           | -           | ?      | ?      |
| Totale Sparta Praga | Totale Sparta Praga | Totale Sparta Praga | ?          | 18+        |                 | -               | -               |                      | ?                    | 5+                   |             | -           | -           | ?      | 23+    |
| 1933-1934           | Nîmes Olympique     | D1                  | ?          | 14         | -               | -               | -               | -                    | -                    | -                    | -           | -           | -           | ?      | 14     |
| 1934-1935           | Vršovice            | 1L                  | ?          | ?          | -               | -               | -               | -                    | -                    | -                    | -           | -           | -           | ?      | ?      |
| 1935-1936           | Hanácká             |                     | ?          | ?          | -               | -               | -               | -                    | -                    | -                    | -           | -           | -           | ?      | ?      |
| 1936-1937           | Hanácká             |                     | ?          | ?          | -               | -               | -               | -                    | -                    | -                    | -           | -           | -           | ?      | ?      |
| 1937-1938           | Hanácká             |                     | ?          | ?          | -               | -               | -               | -                    | -                    | -                    | -           | -           | -           | ?      | ?      |
| 1938-1939           | Hanácká             |                     | ?          | ?          | -               | -               | -               | -                    | -                    | -                    | -           | -           | -           | ?      | ?      |
| 1939-1940           | Hanácká             |                     | ?          | ?          | -               | -               | -               | -                    | -                    | -                    | -           | -           | -           | ?      | ?      |
| Totale Hanácká      | Totale Hanácká      | Totale Hanácká      | ?          | ?          |                 | -               | -               |                      | -                    | -                    |             | -           | -           | ?      | ?      |
| Totale carriera     | Totale carriera     | Totale carriera     | ?          | 40+        |                 | -               | -               |                      | ?                    | 5+                   |             | ?           | ?           | ?      | 45+    |

## Palmarès

### Giocatore

#### Club

##### Competizioni nazionali
- Campionato cecoslovacco: 4

Slavia Praga: 1925
Sparta Praga: 1925-1926, 1927, 1931-1932

##### Competizioni internazionali
- Coppa dell'Europa Centrale: 1

AC Sparta Praha: 1927

#### Individuale
- Capocannoniere della Coppa dell'Europa Centrale: 1

1927 (5 gol)
- Capocannoniere del campionato cecoslovacco: 1

1930-1931 (18 gol)